# Paka (Čaglin)
Paka is een plaats in de gemeente Čaglin in de Kroatische provincie Požega-Slavonië. De plaats telt 61 inwoners (2001).